# Samuel Steinherz
Samuel Steinherz (geboren 16. Dezember 1857 in Güssing, Kaisertum Österreich; gestorben 16. Dezember 1942 im Ghetto Theresienstadt) war ein österreichisch-tschechoslowakischer Historiker und Hochschullehrer in Prag.

## Leben
Steinherz entstammte einer kleinbürgerlichen jüdischen Familie und besuchte in Graz das Gymnasium. Im Jahr 1896 heiratete Steinherz die acht Jahre jüngere Sophie Kestel, mit der er fünf Kinder hatte:
- Rudolf Steinherz (* 1901)
- Otto Steinherz (1903–n. 1941 KZ Lodz)
- Anna Steinherz (1897–1969) ⚭ Artur Winternitz (1893–1961)
- Antonie (1899–1943 im KZ Auschwitz)
- Irene (1900–43 im KZ Auschwitz)

### Akademische Laufbahn
Nach der Matura im Jahr 1875 begann Steinherz, an der Universität Graz Germanistik, Geschichte und Klassische Philologie zu studieren. 1882 in Graz zum Dr. phil. promoviert, belegte Steinherz bis 1885 einen Kurs zu Paläografie und Diplomatik am Wiener Institut für Österreichische Geschichtsforschung. Sein Forschungsschwerpunkt in jenen Jahren waren die Beziehungen Ludwigs I. von Ungarn zu Karl IV., weshalb er zu Recherchezwecken auch Reisen nach Budapest und Venedig unternahm.
Bei seiner Rückkehr im Jahr 1887 erhoffe sich Steinherz eine baldige Habilitation, die jedoch aufgrund von Missverständnissen um acht Jahre verschoben werden musste. Steinherz nützte die Zeit für ein Studium der Rechtswissenschaft, das er 1894 mit dem Dr. jur. abschloss. Spezialisiert auf die Diplomatie des Heiligen Stuhls, begann er parallel zu seinem Studium, im Auftrag von Theodor von Sickel in Rom und anderen europäischen Städten die Nuntiaturberichte für die Jahre 1560–65 zu bearbeiten. Mit den Bearbeitungen und den urkundenkritischen Untersuchungen zur österreichischen Geschichte gewann er die Wertschätzung der altösterreichischen Historiker. 1895 erhielt Steinherz schließlich die Lehrbefugnis für Österreichische Geschichte, die im Jahr 1898 auf Mediävistik erweitert wurde.

### Tätigkeit an der Karls-Universität in Prag
1901 wurde Steinherz als außerordentlicher Professor an die Karls-Universität in Prag berufen und erhielt dort eine ordentliche Professur für Historische Hilfswissenschaften (1908) und für Österreichische Geschichte (1915). Er war Mitglied des Vereins für Geschichte der Deutschen in Böhmen und gehörte seit 1904 dessen Vorstand an.
1922 wurde Steinherz zum Rektor der Universität gewählt und verzichtete nicht, wie bei jüdischen Professoren üblich, auf das Amt, da er sich als Deutscher fühlte. Seine Antrittsrede erschien Ende des Jahres im vom Robert Mayr-Harting vorgelegten Bericht über das Studienjahr 1921-22.
Ungeachtet dessen, dass Steinherz sich selbst als Deutscher wahrnahm, kam es zu antisemitischen Studentenprotesten,  Hausbesetzungen und immer lauter werdenden Forderungen nach einem Numerus clausus für jüdische Studenten. Verantwortlich für die Proteste, die später unter dem Namen Steinherz-Affäre bekannt wurden, war die Deutsch-arische Studentenschaft, ein Bündnis deutschnationaler und christlichsozialer Studenten. Unter dem wachsenden Druck bot Steinherz im Februar 1923 seinen Rücktritt an, der vom damaligen Kultusminister Rudolf Bechyně nie beantwortet und somit faktisch abgelehnt wurde. Steinherz ließ sich beurlauben, bis die Proteste nachließen. Da auch ein zweites Rücktrittsgesuch nicht bewilligt wurde, ließ Steinherz sein Amt schließlich ruhen.
Die Juden in Prag und Böhmen, die sich bis dahin als Teil der deutschen Kultur und Nation gefühlt hatten, fühlten sich vom Ausmaß der Proteste stark verunsichert. Steinherz selbst wandte sich, unterstützt von der Loge Praga der jüdischen Gemeinschaft B’nai B’rith, der Geschichte der Juden im Mittelalter, besonders während der Kreuzzüge, zu.
Mit inzwischen 71 Jahren zog sich Steinherz 1928 aus dem Universitätsleben zurück. Im selben Jahr zum Vorsitzenden der neuen Gesellschaft für Geschichte der Juden in der Čechoslovakischen Republik gewählt, gab er ihre neun Jahrbücher heraus, die von 1929 bis 1938 erschienen, und hatte bis zur Auflösung der Gesellschaft im Jahr 1940 deren Leitung inne.

### Deportation, Tod und Fortleben
Als im Jahr 1939 das Protektorat Böhmen und Mähren von den Nationalsozialisten als neue Verwaltungseinheit eingesetzt wurde, bedeutete dies Steinherz’ Ausschluss aus sämtlichen wissenschaftlichen Organisationen. Anfang Juli 1942 wurde Steinherz mit seiner Frau und seinen Töchtern Antoine und Irene ins Ghetto Theresienstadt deportiert. Dort hielt Steinherz trotz seiner zunehmenden Erblindung noch Vorlesungen über die Geschichte der böhmischen Juden. An seinem 85. Geburtstag starb Steinherz in Theresienstadt.

## Ehrung
Seit 2008 besteht in Nürnberg die Samuel-Steinherz-Stiftung. Ende November 2012 fand in Brünn zum Gedenken an Samuel Steinherz die Konferenz Avigdor, Beneš, Gitl – Juden im Böhmen und Mähren im Mittelalter statt.
In Graz betreibt die FDS gemeinnützige Stiftung das Samuel Steinherz Haus mit Appartements für Studierende. Vor dem 2019/2020 errichtete und nach ihm benannte Gebäude in der Finkengasse 4 informiert eine Leuchtstele der Moses Mendelssohn Stiftung über Steinherz’ Leben.

## Schriften (Auswahl)
- Die italienische Politik König Ludwig I. von Ungarn in den Jahren 1342–1352. Graz 1881, (Graz, Universität, Dissertation, handschriftlich, urn:nbn:at:at-ubg:2-374).
- Die Nuntien Hosius und Delfino. 1560–1561 (= Nuntiaturberichte aus Deutschland. Nebst ergänzenden Aktenstücken. Abt. 2: 1560–1572. Bd. 1, ZDB-ID 1050391-2). Gerold, Wien 1897.
- Nuntius Delfino. 1562–1563 (= Nuntiaturberichte aus Deutschland. Nebst ergänzenden Aktenstücken. Abt. 2: 1560–1572. Bd. 3). Gerold, Wien 1903.
- als Herausgeber: Briefe des Prager Erzbischofs Anton Brus von Müglitz, 1562–1563. Verein für die Geschichte der Deutschen in Böhmen, Prag 1907, (Digitalisat).
- Nuntius Delfino. 1564–1565 (= Nuntiaturberichte aus Deutschland. Nebst ergänzenden Aktenstücken. Abt. 2: 1560–1572. Bd. 4). Hölder, Wien 1914.
- Ein Fürstenspiegel Karls IV. (= Quellen und Forschungen aus dem Gebiete der Geschichte. 3, ZDB-ID 538567-2). Verlag der Deutschen Gesellschaft der Wissenschaften und Künste für die Tschechoslowakische Republik, Prag 1925.
- Die Juden in Prag. Bilder aus ihrer tausendjährigen Geschichte. Festgabe der Loge Praga des Ordens B’nai B’rith zum Gedenktage ihres 25jährigen Bestandes. (Loge Praga des Ordens B’nai B’rith), Prag 1927, (urn:nbn:de:hebis:30-180010209001).
- als Herausgeber: Dokumente zur Geschichte der großen abendländischen Schismas. (1385–1395) (= Quellen und Forschungen aus dem Gebiete der Geschichte. 11). Verlag der Deutschen Gesellschaft der Wissenschaften und Künste für die Tschechoslowakische Republik, Prag 1932, (Digitalisat).

Herausgeber
- Jahrbuch der Gesellschaft für Geschichte der Juden in der Čechoslovakischen Republik. 9 Bände. 1929–1938, ZDB-ID 984523-9, (Digitalisate).